# Parigi-Roubaix 1933
La Parigi-Roubaix 1933, trentaquattresima edizione della corsa, si svolse il 16 aprile 1933 su un percorso di 255 km con partenza ad Argenteuil e arrivo a Roubaix. Fu vinta dal belga Sylvère Maes, giunto al traguardo con il tempo di 6h59'00" davanti a Julien Vervaecke e Léon Le Calvez. Conclusero la prova, organizzata dal quotidiano L'Auto, 44 dei 129 ciclisti al via.

## Percorso
Il percorso, dopo il via da Argenteuil, attraversò nell'ordine Pontoise (km 17,7), Méru (km 40,7), Beauvais (km 66,2), Breteuil (km 96,2), Amiens (km 128,2), Doullens (km 158,2), Arras (km 190,7), Hénin-Liétard (km 211,7) e Seclin (km 230,7), concludendosi dopo 255 km sull'Avenue des Villas a Roubaix.

## Squadre e corridori partecipanti
Si iscrissero alla prova 129 ciclisti, in rappresentanza di 14 squadre di marca o a titolo individuale. Come favorito principale per la vittoria veniva indicato il campione in carica, il belga Romain Gijssels.
| N.    | Cod. | Squadra                   |
| ----- | ---- | ------------------------- |
| 1-13  | -    | Dilecta-Wolber            |
| 14-17 | -    | De Dion-Bouton-Wolber     |
| 18-36 | -    | Génial Lucifer-Hutchinson |
| 37-49 | -    | Alcyon-Dunlop             |
| 51-53 | -    | La Française-Dunlop       |
| 54    | -    | Armor-Dunlop              |
| 55    | -    | Labor-Dunlop              |
| 56-57 | -    | Thomann-Dunlop            |

| N.                      | Cod. | Squadra                  |
| ----------------------- | ---- | ------------------------ |
| 58-60, 112-113 129, 135 | -    | France Sport-Wolber      |
| 64-73                   | -    | Lutetia-Wolber           |
| 74-87                   | -    | Oscar Egg-Hutchinson     |
| 88-90                   | -    | Francis Pélissier-Wolber |
| 95-101                  | -    | Delangle-Wolber          |
| 102-109                 | -    | Colin-Wolber             |
| 111-141                 | -    | Individuali              |

## Ordine d'arrivo (Top 10)
| Pos. | Corridore          | Squadra       | Tempo    |
| ---- | ------------------ | ------------- | -------- |
| 1    | Sylvère Maes       | Alcyon        | 6h59'00" |
| 2    | Julien Vervaecke   | Labor         | s.t.     |
| 3    | Léon Le Calvez     | Lutetia       | a 1'48"  |
| 4    | Ludwig Geyer       | Oscar Egg     | s.t.     |
| 5    | Maurice Archambaud | Alcyon        | s.t.     |
| 6    | Alfons Deloor      | Dilecta       | a 1'58"  |
| 7    | Gaston Rebry       | Alcyon        | s.t.     |
| 8    | Charles Pélissier  | Génial Lucif. | s.t.     |
| 9    | Émile Decroix      | Delangle      | a 3'43"  |
| 10   | René Bernard       | Lutetia       | s.t.     |